# Irlande au Concours Eurovision de la chanson 1993
L'Irlande a participé au Concours Eurovision de la chanson 1993 à Millstreet, en Irlande. C'est la 28e participation et la 5e victoire irlandaise (la 2e consécutive) au Concours Eurovision de la chanson.
Le pays est représenté par Niamh Kavanagh et la chanson In Your Eyes, sélectionnées au moyen de la finale nationale National Song Contest organisée par Radio Telefís Éireann.

## Sélection

### National Song Contest 1993
Le radiodiffuseur irlandais, Radio Telefís Éireann (RTÉ), organise le National Song Contest 1993 pour sélectionner l'artiste et la chanson représentant l'Irlande au Concours Eurovision de la chanson 1993.
La finale nationale, présentée par Pat Kenny (en), a lieu le 14 mars 1993 au Point Theatre à Dublin.
Huit chansons participent à cette finale nationale, dont sept interprétées en anglais et une en irlandais, langues officielles de l'Irlande.
Lors de cette sélection, c'est la chanteuse Niamh Kavanagh et la chanson In Your Eyes, écrite et composée par Jimmy Walsh, avec Noel Kelehan comme chef d'orchestre, qui furent choisies.

#### Finale
| Ordre | Artiste          | Chanson                      | Traduction                                    | Langue    | Points | Place |
| ----- | ---------------- | ---------------------------- | --------------------------------------------- | --------- | ------ | ----- |
| 1     | Niamh Kavanagh   | In Your Eyes                 | Dans tes yeux                                 | Anglais   | 118    | 1     |
| 2     | Suzanne Bushnell | Long Gone                    | Parti longtemps                               | Anglais   | 54     | 7     |
| 3     | Patricia Roe     | If You Changed Your Mind     | Si t'as changé d'avis                         | Anglais   | 75     | 3     |
| 4     | Róisín Ní hAodha | Mo mhúirnín óg               | Ma jeune chérie                               | Irlandais | 34     | 8     |
| 5     | Champ            | Second Time Around           | La deuxième fois                              | Anglais   | 79     | 2     |
| 6     | Off the Record   | Hold Out                     | Tendre                                        | Anglais   | 61     | 6     |
| 7     | Dav McNamara     | Stay                         | Reste                                         | Anglais   | 67     | 4     |
| 8     | Perfect Timing   | Why Aren't We Talking Anyway | Pourquoi nous nous parlons pas de toute façon | Anglais   | 62     | 5     |

## À l'Eurovision

### Points attribués par l'Irlande
| 12 points | Pays-Bas           |
| 10 points | France             |
| 8 points  | Royaume-Uni        |
| 7 points  | Suisse             |
| 6 points  | Autriche           |
| 5 points  | Norvège            |
| 4 points  | Allemagne          |
| 3 points  | Bosnie-Herzégovine |
| 2 points  | Malte              |
| 1 point   | Islande            |

### Points attribués à l'Irlande
| 12 points                                                            | 10 points                     | 8 points                        | 7 points              | 6 points                                |
| -------------------------------------------------------------------- | ----------------------------- | ------------------------------- | --------------------- | --------------------------------------- |
| - Italie - Malte - Norvège - Royaume-Uni - Slovénie - Suède - Suisse | - Espagne - France - Pays-Bas | - Autriche - Bosnie-Herzégovine | - Chypre - Luxembourg | - Croatie - Danemark - Grèce - Portugal |
| 5 points                                                             | 4 points                      | 3 points                        | 2 points              | 1 point                                 |
| - Allemagne - Israël                                                 |                               | - Finlande - Islande            | - Belgique            | - Turquie                               |

Niamh Kavanagh interprète In Your Eyes en 14e position, après la Suède et avant le Luxembourg. Au terme du vote final, l'Irlande termine 1re sur 25 pays, obtenant 187 points.